# Юшкозеро (станция)
Ю́шко́зеро (фин. Jyskyjärvi) — законсервированная конечная железнодорожная станция Октябрьской железной дороги на 334,3 км Западно-Карельской магистрали.

## Общие сведения
Находится в посёлке Новое Юшкозеро Юшкозерского сельского поселения Калевальского национального района Карелии.
Станция была открыта 25 ноября 1964 года в составе второй очереди Западно-Карельской магистрали. Строительство велось силами железнодорожных войск. Станция использовалась для вывоза леса из Юшкозерского леспромхоза, затем для строительства Юшкозерской ГЭС (начато в 1971 году).
Путевое развитие в 2006 году состояло из двух путей, один из которых использовался для манёвра тепловоза. Вокзал полузаброшен. Часть путей разобрана за ненадобностью. В 2009 году правительство республики Карелия и руководство Октябрьской железной дороги выразили намерение сохранить железнодорожную линию на Юшкозеро «как имеющую большое социальное значение» и сделать её прибыльной. Имеются также планы продления железнодорожной линии до Пяозерского (станция Пяозеро) для организации сквозного движения и повышения эффективности функционирования всей линии.
До 1 октября 2014 года курсировал пригородный поезд до станции Ледмозеро. Однако он был отменён по причине убыточности, и в настоящий момент станция Юшкозеро не имеет пассажирского сообщения.
Станция служила популярным вариантом заброски туристов для сплава по реке Кемь.

## Галерея

Станция Юшкозеро
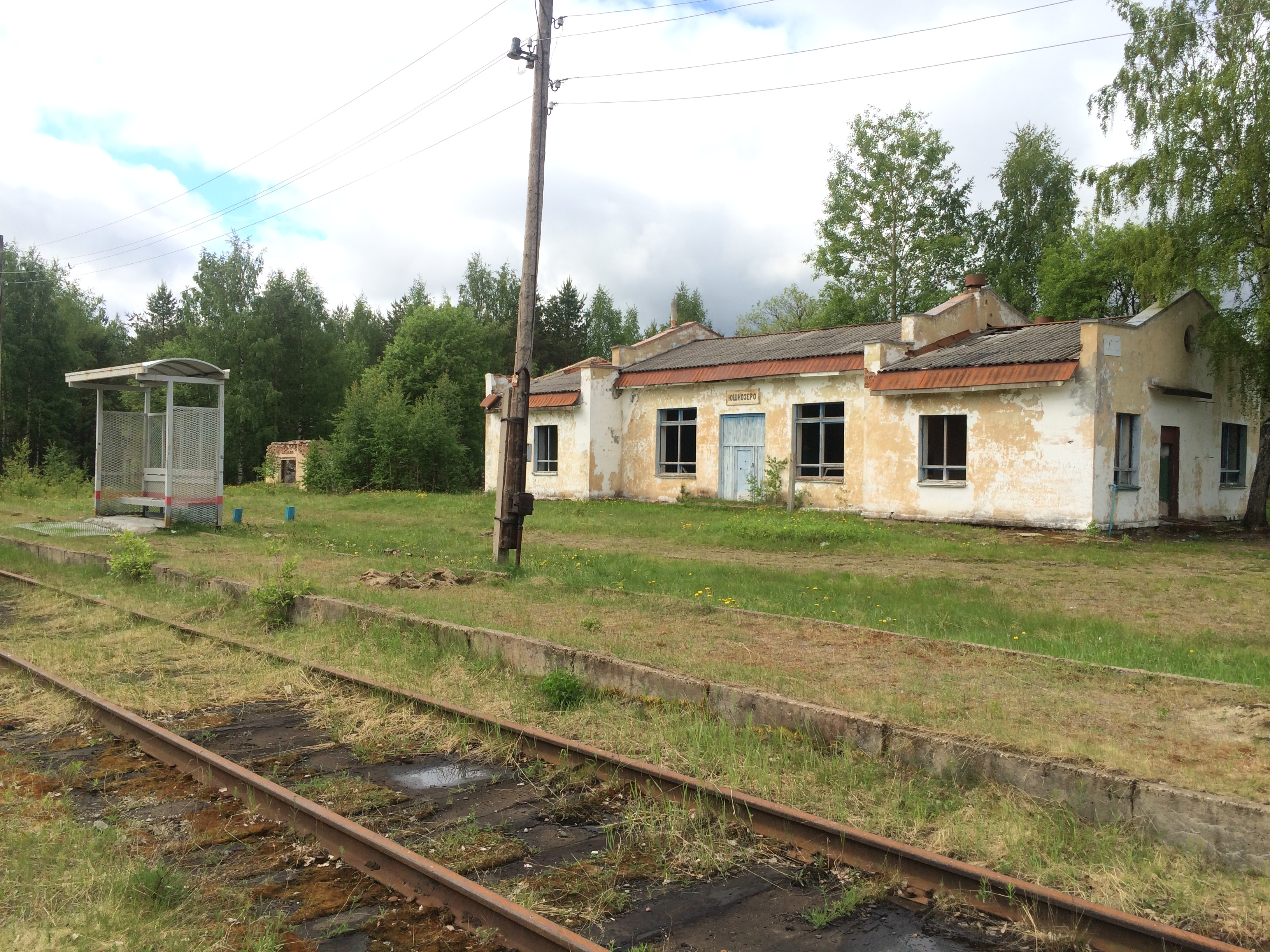
Полуразрушенное пасс. здание и новый павильон.
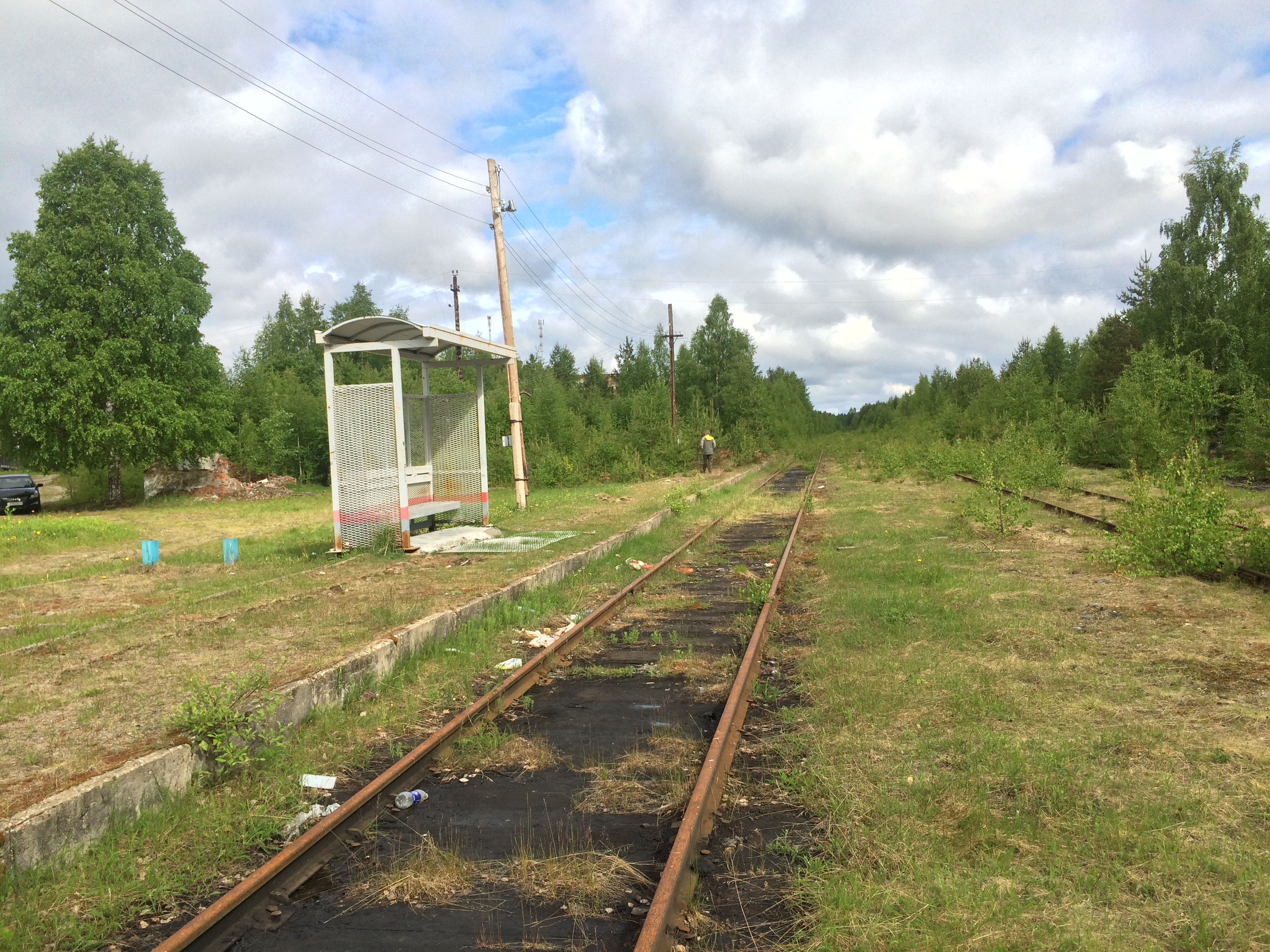
Вид в сторону тупика.
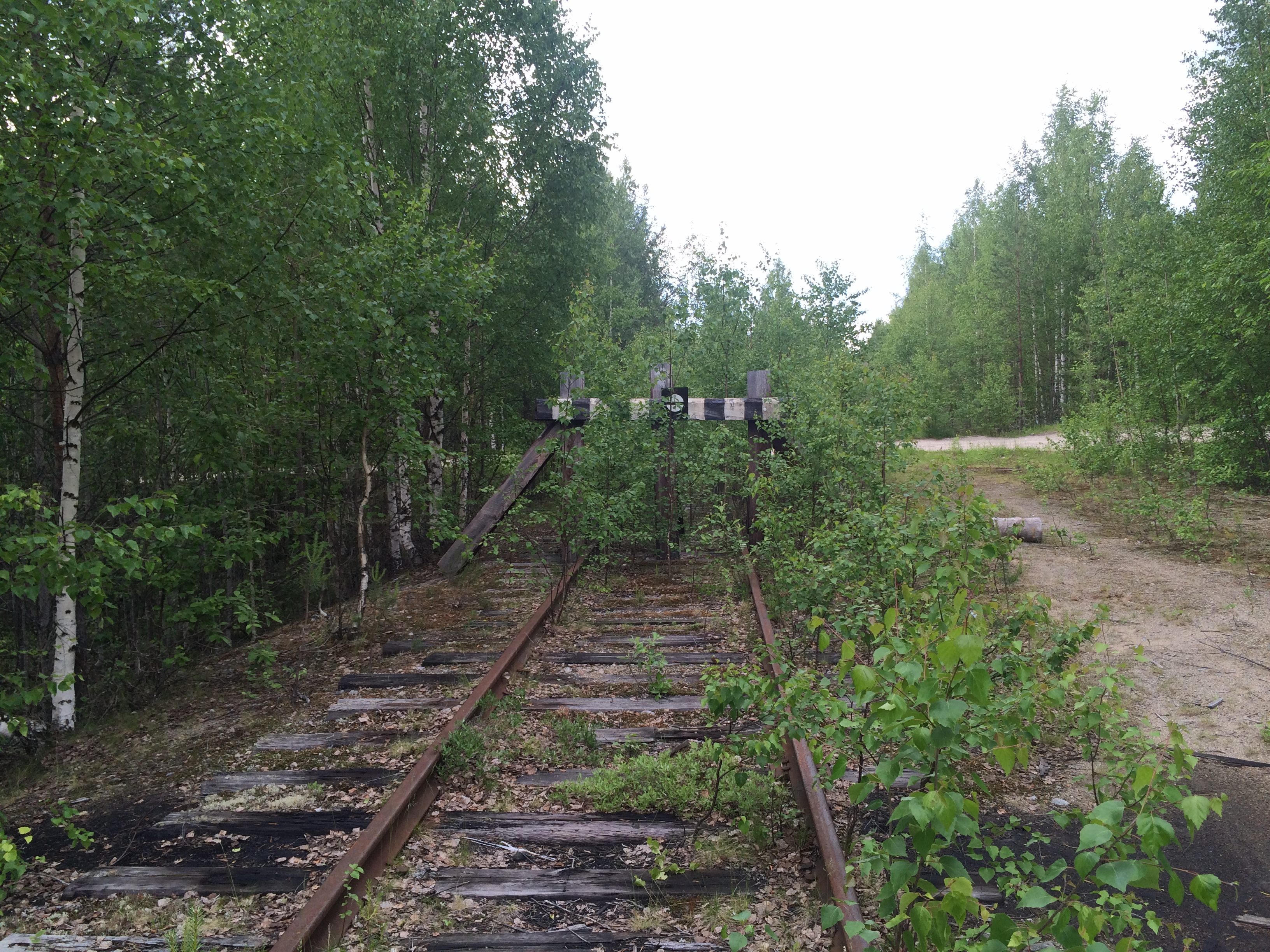
Тупик в нечётной горловине.
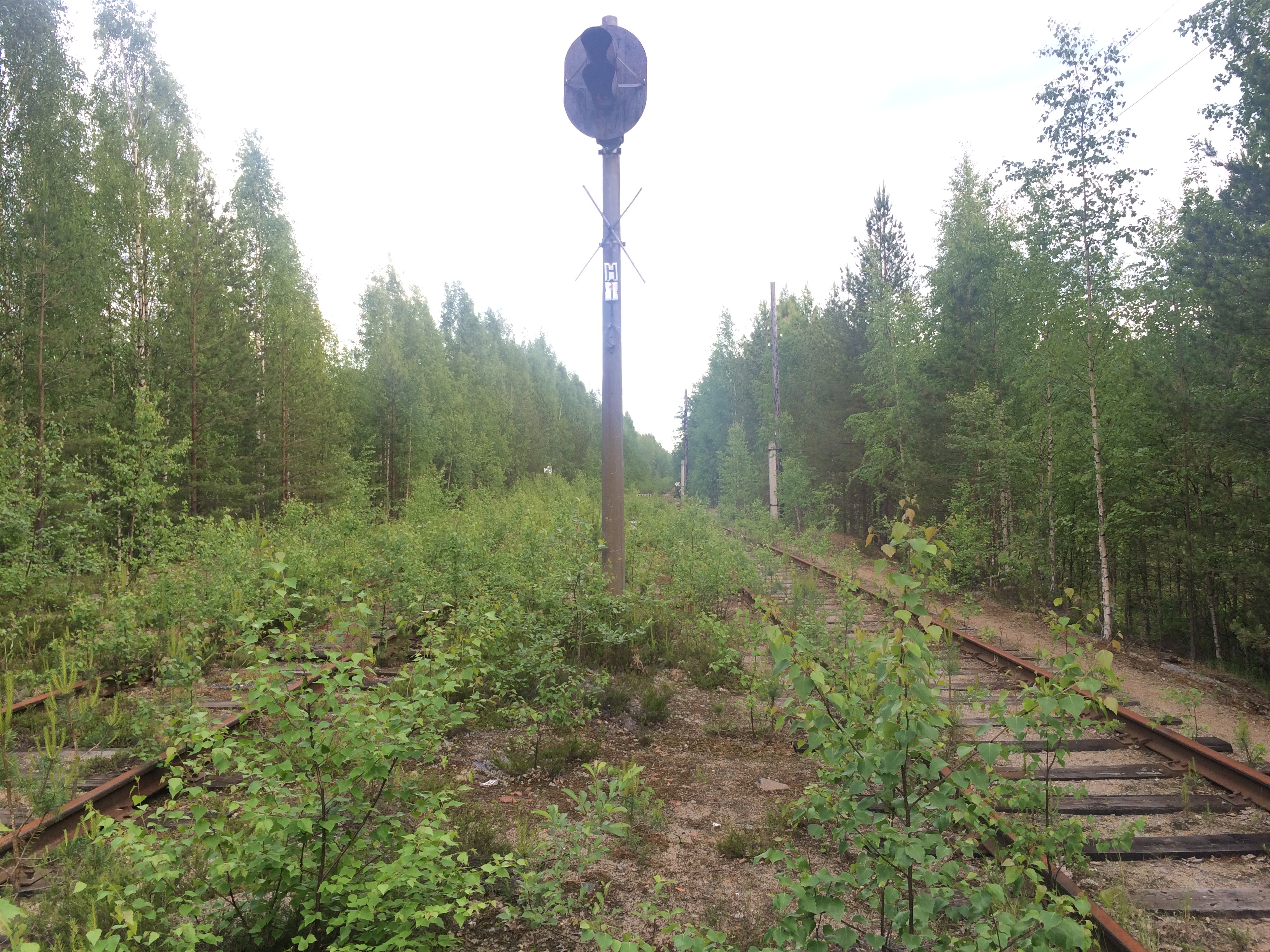
Недействующий выходной светофор.